# نيت ببكر
نيت ببكر (بالإنجليزية: Nate Baker)‏ (6 أغسطس 1985 بباوي في الولايات المتحدة - ) هو لاعب كرة قدم أمريكي في مركز الدفاع. لعب مع Real Maryland F.C. ‏ ونادي بان.

## وصلات خارجية
- نيت ببكر على موقع قاعدة بيانات كرة القدم.إي يو (الإنجليزية)